# Chủ nhiệm tác chiến Hải quân Hoa Kỳ

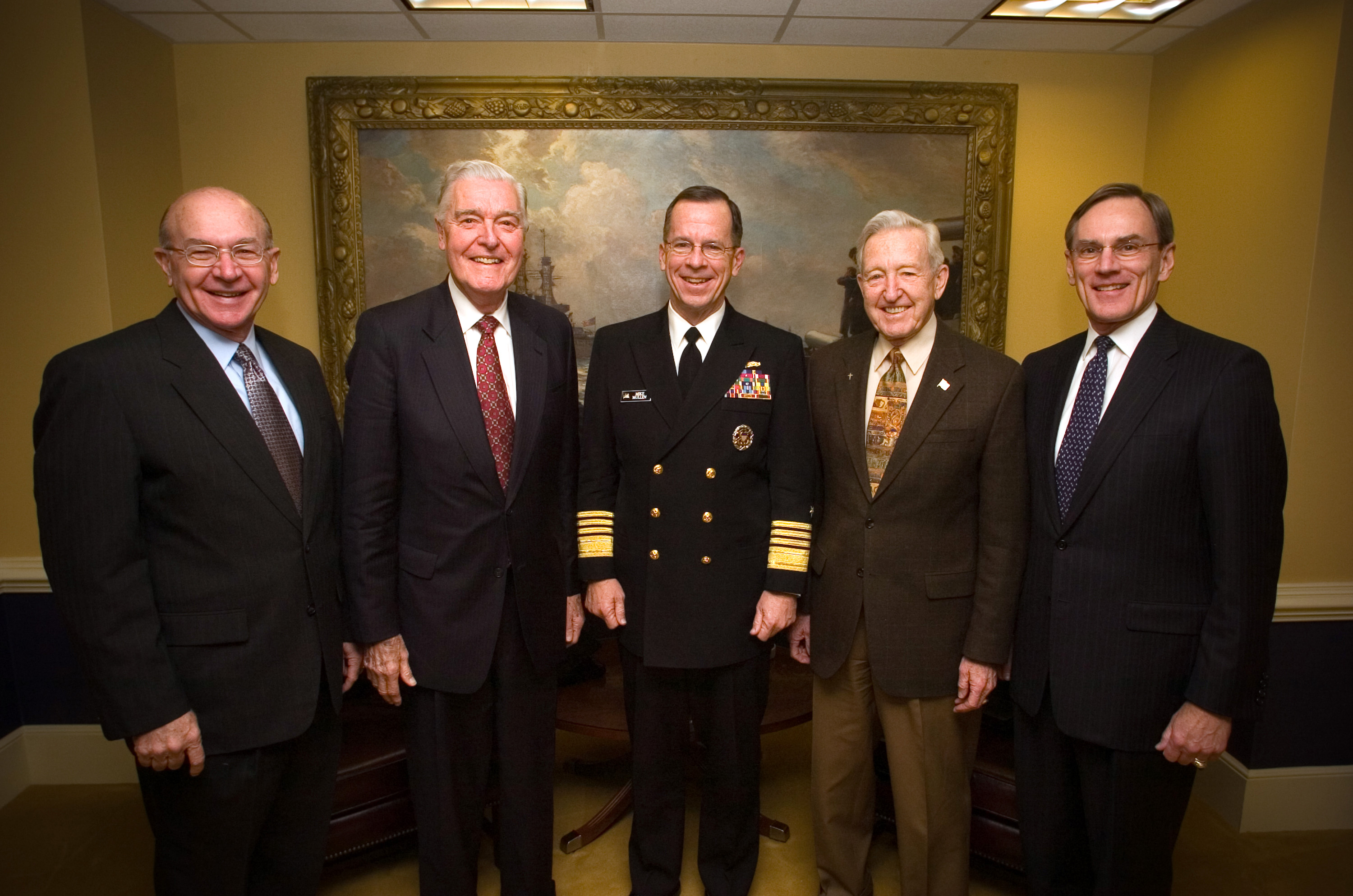
Đô đốc Mullen (giữ chức vụ này năm 2006) cùng với một số vị tiền nhiệm: Clark, Watkins, Hayward và Johnson

Chủ nhiệm tác chiến Hải quân (tiếng Anh: Chief of Naval Operations), một số tài liệu tiếng Việt gọi là Tham mưu trưởng Hải quân, là sĩ quan cao cấp nhất của Hải quân Hoa Kỳ (trừ khi Tổng tham mưu trưởng Liên quân Hoa Kỳ là một sĩ quan hải quân)  và là một thành viên trong Bộ Tổng tham mưu Liên quân Hoa Kỳ. Tham mưu trưởng Hải quân báo cáo trực tiếp với Bộ trưởng Hải quân Hoa Kỳ về tất cả những vấn đề liên quan đến hải quân trong đó có việc chỉ huy, sử dụng nguồn lực và hoạt động hữu hiệu của lực lượng hải quân. Dưới quyền của Bộ trưởng Hải quân, Tham mưu trưởng Hải quân Hoa Kỳ đảm nhận việc điều hợp nhân sự và nguồn lực đến các tư lệnh các bộ tư lệnh tác chiến thống nhất. Tham mưu trưởng Hải quân cũng thực thi tất cả các chức năng được diễn tả trong Mục 5033, Điều 10, Bộ luật Hoa Kỳ và những chức năng mà bộ trưởng giao phó hay giao các nhiệm vụ và trách nhiệm cho các vị sĩ quan khác trong bộ tham mưu của mình dưới danh nghĩa của chính mình. Giống như các vị khác trong Bộ tổng tham mưu Liên quân Hoa Kỳ, chức vụ này là một chức vụ hành chính và không có thực quyền tư lệnh đối với các lực lượng hải quân của Hoa Kỳ.
Tham mưu trưởng Hải quân Hoa Kỳ là cố vấn chính của Tổng thống Hoa Kỳ, Bộ trưởng Quốc phòng Hoa Kỳ và Bộ trưởng Hải quân Hoa Kỳ về những hoạt động chiến tranh hải quân. Tham mưu trưởng Hải quân Hoa Kỳ do Tổng thống Hoa Kỳ đề cử và phải được Thượng viện Hoa Kỳ chấp thuận bằng tỉ lệ đa số phiếu mới được bổ nhiệm. Theo luật, Tham mưu trưởng Hải quân Hoa Kỳ được bổ nhiệm với cấp bậc đô đốc 4-sao.

## Tổ chức văn phòng Tham mưu trưởng Hải quân Hoa Kỳ

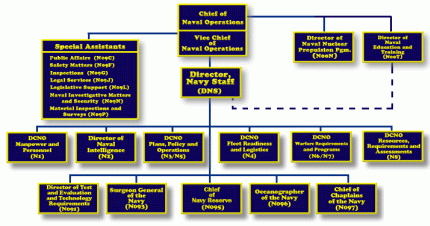
Tổ chức văn phòng Tham mưu trưởng Hải quân Hoa Kỳ

Văn phòng Tham mưu trưởng Hải quân gồm có Chủ nhiệm, Phó Tham mưu trưởng Hải quân, các Phó Chủ nhiệm khác, các Trợ lý, Tổng y sĩ Hải quân Hoa Kỳ, trưởng phòng nhân sự hải quân, trưởng phòng đặc trách các vấn đề pháp lý, trưởng phòng tuyên úy, và các thành viên khác của Hải quân Hoa Kỳ và Thủy quân lục chiến Hoa Kỳ hay các nhân viên dân sự thuộc Bộ Hải quân Hoa Kỳ được phái đến làm việc với văn phòng.

## Danh sách các Tham mưu trưởng Hải quân theo thời gian
| Thứ tự | Tham mưu trưởng Hải quân         | Hình      | Nhậm chức   | Rời chức   |
| ------ | -------------------------------- | --------- | ----------- | ---------- |
| 1      | Đô đốc William S. Benson         |           | 11/05/1915  | 25/09/1919 |
| 2      | Đô đốc Robert E. Coontz          |           | 01/11/1919  | 21/07/1923 |
| 3      | Đô đốc Edward W. Eberle          |           | 21/07/1923  | 14/11/1927 |
| 4      | Đô đốc Charles F. Hughes         |           | 14/11/1927  | 17/09/1930 |
| 5      | Đô đốc William V. Pratt          |           | 17/09/1930  | 30/06/1933 |
| 6      | Đô đốc William H. Standley       |           | 01/07/1933  | 01/01/1937 |
| 7      | Đô đốc William D. Leahy          |           | 02/01/1937  | 01/08/1939 |
| 8      | Đô đốc Harold R. Stark           |           | 01/08/1939  | 02/03/1942 |
| 9      | Thủy sư đô đốc Ernest J. King    |           | 02/03/1942  | 15/12/1945 |
| 10     | Thủy sư đô đốc Chester W. Nimitz |           | 15/12/1945  | 15/12/1947 |
| 11     | Đô đốc Louis E. Denfeld          |           | 15/12/1947  | 02/11/1949 |
| 12     | Đô đốc Forrest P. Sherman        |           | 02/11/1949  | 22/07/1951 |
| 13     | Đô đốc William M. Fechteler      |           | 16/08/1951  | 17/08/1953 |
| 14     | Đô đốc Robert B. Carney          |           | 17/08/1953  | 17/08/1955 |
| 15     | Đô đốc Arleigh A. Burke          |           | 17/08/1955  | 01/08/1961 |
| 16     | Đô đốc George W. Anderson Jr.    |           | 01/08/1961  | 01/08/1963 |
| 17     | Đô đốc David L. McDonald         |           | 01/08/1963  | 01/08/1967 |
| 18     | Đô đốc Thomas H. Moorer          |           | 01/08/1967  | 01/07/1970 |
| 19     | Đô đốc Elmo R. Zumwalt           |           | 01/07/1970  | 20/06/1974 |
| 20     | Đô đốc James L. Holloway III     |           | 29/06/1974  | 01/07/1978 |
| 21     | Đô đốc Thomas B. Hayward         |           | 01/07/1978  | 30/06/1982 |
| 22     | Đô đốc James D. Watkins          |           | 30/06/1982  | 30/06/1986 |
| 23     | Đô đốc Carlisle A.H. Trost       |           | 01/07/1986  | 29/06/1990 |
| 24     | Đô đốc Frank B. Kelso II         |           | 29/06/1990  | 23/04/1994 |
| 25     | Đô đốc Jeremy M. Boorda          |           | 23/04/1994  | 16/05/1996 |
| 26     | Đô đốc Jay L. Johnson            |           | 16/05/1996  | 21/07/2000 |
| 27     | Đô đốc Vern Clark                |           | 21/07/2000  | 22/07/2005 |
| 28     | Đô đốc Michael Mullen            |           | 22/07/2005  | 29/092007  |
| 29     | Đô đốc Gary Roughead             |           | 29/09/2007  | 23/9/2011  |
| 30     | Đô đốc Jonathan W. Greenert      |           | 23/9/2011   | 18/9/2015  |
| 31     | Đô đốc John M. Richardson        |           | 18/9/2015   | 22/8/2019  |
| 32     | Đô đốc Michael M. Gilday         |           | 22/8/2019   | 14/8/2023  |
| Acting | Đô đốc Lisa M. Franchetti        |           | 14/8/2023   | 2/11/2023  |
| 33     | Đô đốc Lisa M. Franchetti        | 2/11/2023 | Đương nhiệm |            |